# Aspidium lonchitis x lobatum
Aspidium lonchitis x lobatum là một loài dương xỉ trong họ Tectariaceae. Loài này được Asch. mô tả khoa học đầu tiên năm 1896.
Danh pháp khoa học của loài này chưa được làm sáng tỏ. 